# Конституційний референдум в Румунії 2018
Конституційний референдум в Румунії 2018 — референдум, який відбувся в Румінії 6 та 7 жовтня 2018 року щодо визначення поняття "родина" в Конституції Румунії. На референдумі громадянам було поставлене питання чи вони погоджуються, чи ні на зміну визначення родини, наведеного в статті 48 румунської конституції. У випадку затвердження цих змін одностатеві шлюби стали б незаконними.
Цей результат став наслідком громадянської ініціативи, розпочатої коаліцією громадських організацій під назвою «Coaliția pentru Familie» ("Коаліція за Родину") в кінці 2015 року, яка зібрала понад три мільйони підписів, набагато більше половини мільйона, необхідної для початку процесу підготовки референдуму щодо змін до конституції. Конституція Румунії визначає родину як одруження, засноване на добровільній згоді "між партнерами", але прихильники ініціативи хотіли змінити гендерно нейтральну мову на пряме згадування одруження як союзу чоловіка і жінки. Якби ця ініціатива була затверджена, одностатеві шлюби в Румунії стали би неконституційними. При цьому чинне румунське статутне право все ж таки не дозволяє одностатеві шлюби.
Референдум провалився, оскільки явка склала всього лише 21.1%,, що менше ніж мінімально необхідна явка у 30% для визнання референдуму дійсним.

## Передумови
Уряд в кінці 2017 року оголосив про свої плани провести референдум, після того як виявилась успішною громадянська ініціатива, розпочата групою противників одностатевих шлюбів «Coaliția pentru Familie», яка зібрала близько трьох мільйонів підписів за заборону одностатевих шлюбів. Палата депутатів Румунії затвердила цю ініціативу 9 травня 2017, 232 голосами проти 22, але референдум не відбувся в тому ж році.
В кінці березня 2018 року уряд оголосив що референдум буде проведений приблизно в травні 2018 року, але пізніше дату перенесли на 10 червня 2018. Однак і ця дата пройшла, а референдум не стався. Деякі законодавці від партії соціалістів пізніше запропонували провести референдум в кінці вересня або на початку жовтня 2018. Лівіу Драгнеа, Президент Палати депутатів, оголосив що референдум може бути організований 30 вересня або в першу неділю жовтня. На початку вересня Драгнеа оголосив що референдум відбудеться 7 жовтня 2018. Ця ініціатива була ухвалена Сенатом Румунії 11 вересня 2018. 14 вересня правозахисна організація Amnesty International, Європейська комісія із законодавства про сексуальну орієнтацію та асоціація ILGA-Europe подали позов до Конституційного суду Румунії проти проєкту зміни до конституції. 17 вересня 2018 суд постановив дозволити референдуму відбутися.
Попередні референдуми в Румунії завдавали невдачі через вимогу щоб на них було принаймні 50% явка для визнання результатів дійсними. Це правило було змінене в 2014 році: нижня межа явки була знижена. Відтоді вимагалась участь 30% зареєстрованих виборців та 25% дійсних голосів ("так" або "ні").
Підтримку проєкту зміни до конституції підтримали багато політиків та релігійних груп, але проти нього виступали Президент Клаус Йоганніс та опозиційна Спілка порятунку Румунії. Остаточна явка склала 21.1%, нижче за 30% необхідних для визнання голосування дійсним. Багато правозахисних активістів закликали до бойкоту, аби збільшити шанси того що референдум не досягне явки в 30%. Опитування, проведене за тиждень до референдуму, показало що 34% громадян збираються взяти участь в голосуванні, з них 90% збирались проголосувати "за". Єдиним питанням, яке з'явилося в бюлетені, було питання про те чи виборці погоджуються на конституційну поправку в редакції затвердженій Парламентом, сам текст поправки у бюлетенях не наводився.

## Підтримка та опозиція
| Позиція | Партія                                                 | Ідеологія               |
| ------- | ------------------------------------------------------ | ----------------------- |
| Yes     | Соціал-демократична партія                             | Соціал-демократія       |
| Yes     | Партія народного руху                                  | Християнська демократія |
| Yes     | Партія об'єднаної Румунії                              | Румунський націоналізм  |
| Yes     | Велика Румунія                                         | Румунський націоналізм  |
| Yes     | Екологічна партія Румунії                              | Зелений лібералізм      |
| Yes     | Християнсько-демократична національна селянська партія | Християнська демократія |
| Yes     | Нові праві                                             | Клерикальний фашизм     |
| Boycott | Спілка порятунку Румунії                               | Антикорупція            |
| Boycott | Зелена партія                                          | Зелена політика         |
| Boycott | Рух «Румунія разом»                                    | Соціал-лібералізм       |
| Boycott | ПРО-Румунія                                            | Соціал-демократія       |
| Boycott | Партія демократії та солідарності                      | Лівоцентризм            |

Поправку до конституції підтримували багато релігійних груп, включаючи нео-протестантські групи та Румунську греко-католицьку церкву. Румунська православна церква агітувала за ініціативу починаючи із січня 2016 року.
Небагато політиків в Румунії відкрито підтримують громадянські шлюби або одностатеві шлюби. Одним з виключень є ліберало-центристський президент Клаус Йоганніс, який є етнічним німцем (трансільванські сакси), який заявив що він як член етнічної та релігійної меншини підтримує толерантність та відкритість щодо інших, які відрізняються, відкидуючи екстремізм та релігійний фанатизм. Опозиційна партія Спілка порятунку Румунії також провела внутрішнє голосування з цього питання та вирішила не підтримувати референдум. Рух «Румунія разом», під лідерством колишнього прем'єр-міністра Дачіана Чолоша, порадила своєму електорату не брати участь в референдумі, пояснюючи це тим що референдум може призвести до обмеження прав і свобод.

## Реакція на результати
Багато коментаторів похвалили результати референдуму як перемогу опонентів Соціал-демократичної партії і її лідера Лівіу Драгнеа. Лідери Спілки порятунку Румунії, яка найактивніше агітувала за бойкот референдуму, заявила що результат референдуму є доказом того, що румуни підтримують подальшу інтеграцію країни до Європейського Союзу, і що "Румунія показала себе як толерантну і сучасну націю, яка за ці два дні відмовилась робити кроки назад".
Прихильники референдуму із урядової коаліції нарікали, що невдача референдуму показувала нездатність румунського суспільства в цілому проявляти громадську активність. Критики всередині Національної ліберальної партії, лідери якої висловлювали підтримку референдуму, звинувачували голову партії Людовика Орбана в "приведенні партії до політичної поразки" захищаючи політику, яка була застарілою та відділеною від сучасних соціальних обставин.